# Call of Duty: Black Ops Cold War
Call of Duty: Black Ops Cold War est un jeu vidéo de tir à la première personne développé par Treyarch et Raven Software et édité par Activision, sorti le 13 novembre 2020 sur PlayStation 4, Xbox One, PlayStation 5, Xbox Series et Windows. Il s’agit du cinquième jeu de la série Black Ops, et plus généralement du dix-septième de la série principale de Call of Duty. Cet opus est également le second de la franchise à avoir été produit par deux studios, depuis Modern Warfare 3 en 2011.
Avec un budget de plus de 700 millions de dollars, il s'agit de l'un des jeux les plus chers jamais développés.

## Campagne
La campagne de Black Ops Cold War se passe en 1981, prenant place entre Call of Duty: Black Ops et Call of Duty Black Ops II dans la chronologie. L’histoire est centrée sur la poursuite de l’agent soviétique Perseus, dont l’objectif est de changer le cours du conflit et l'équilibre des puissances. Pour cette campagne, le joueur prend le contrôle de "Bell", qui a été recruté par l’officier de la CIA Russell Adler afin de traquer Perseus. La campagne marque aussi le retour des personnages emblématiques de la saga Black Ops, à savoir Alex Mason, Frank Woods et Jason Hudson. Mason est de nouveau jouable dans certaines missions.
Le jeu propose douze missions :
1. Nulle part où aller
2. Fracture Jaw
3. Le Mur
4. Greenlight
5. Les échos d'une guerre froide
6. Mesures désespérées
7. La ligne de vie
8. Introspection
9. Compte à rebours (fin canon)
10. Tout redeviendra poussière (fin alternative)
11. Opération Chaos (mission secondaire)
12. Opération Red Circus (mission secondaire)

### Nulle part où aller
9 janvier 1981 - À la suite de la crise des otages américains en Iran, le président Ronald Reagan et le Directeur des Opérations de la CIA Emerson Black identifient les responsables de la prise d'otages : Qasim Javadi et Arash Kadivar. Ils décident donc d'envoyer Russell Adler, officier des services secrets de la CIA, Alex Mason et Frank Woods, tous trois supervisés par Jason Hudson, s'occuper des deux individus.
12 et 13 Janvier 1981 - Repérant Qasim à Amsterdam, l'équipe d'Adler parvient à le capturer et à apprendre qu'Arash sera à l'aéroport de Trabzon, en Turquie, le lendemain. Se rendant sur place, ils remarquent l'arrivée d'Arash, qui exécute les deux autres passagers de la voiture qui l'a conduit à l'aéroport. Il s'apprête à partir en avion-cargo. Mason rate de peu le tir de précision dans la tête d'Arash et une course-poursuite se lance sur le tarmac. Après avoir déployé un RC-XD, Mason le dirige sous l'avion et fait exploser son train d'atterrissage pour l'empêcher de décoller et le faire s'écraser. Parvenant à extraire Arash des décombres, Adler, Woods et Mason apprennent de celui-ci que Perseus est toujours en vie, à la grande surprise d'Adler, qui le croyait mort.

### Fracture Jaw
Quelques jours plus tard se tient un briefing à Langley sur Perseus. Hudson y a invité l'équipe d'Adler ainsi qu'Alexander Haig et James Baker, respectivement le secrétaire d'État et le chef de cabinet de la Maison Blanche. Ces deux derniers ont des doutes sur le danger que Perseus représente mais Adler leur certifie que la menace est bien réelle. Ronald Reagan fait alors son apparition et autorise l'opération secrète qui consiste à traquer Perseus.
23 février 1981 - Adler, sous la supervision d'Hudson, forme une équipe constituée de Lawrence Sims et Eleazar "Lazar" Azoulay, auxquels s'ajoutent Helen Park du MI6 et une recrue, "Bell". Mason et Woods intègreront l'équipe. Hudson et son supérieur, Emerson Black, cachent le véritable but de l'opération à l'équipe qui est bien plus important que de traquer Perseus. Adler, Sims, Lazar, Park et Bell s'installent dans une planque à Berlin-Ouest et doivent retracer des souvenirs vieux de 1968, période durant laquelle Adler, Sims et Bell auraient déjà traqué Perseus. Après un raid dans un village, Sims et Bell trouvent un dossier dans une salle cachée derrière une porte rouge. Ils rejoignent ensuite Adler dans un hélicoptère et doivent transporter une bombe nucléaire. Ils se font cependant abattre et ne doivent leur survie face à une armée qu'à un bombardement de napalm.

### Le Mur
24 février 1981 - De retour dans le présent, un nom a pu être identifié grâce au dossier : Anton Volkov, un criminel de renommée internationale ayant un réseau considérable et des relations avec Perseus lui-même. Adler et son équipe vont à Berlin-Est afin d'intercepter Volkov lors d'une rencontre avec l'un de ses associés, Franz Kraus. Cependant, la source d'Adler, Greta Keller, a été trahie par un de ses agents. Volkov ne se montre pas, et Kraus se retrouve informé de la présence d'espions. Bell réussit tout de même à s'immiscer dans l'appartement de Kraus, découvrant des photos d'une bombe nucléaire dans la mallette de celui-ci, avant de se faire assommer par Kraus et amené avec Greta Keller devant Volkov. Ce dernier, qui semble connaître Bell, lui révèle que Perseus a mis une prime conséquente sur sa tête mais qu'il préfère "abréger ses souffrances". Le reste de l'équipe d'Adler débarque, abat Kraus et sauve Bell, qui se charge du sort de Volkov. Le joueur peut le tuer ou le capturer, ce qui aura un impact sur la fin du jeu.

### Greenlight
27 février 1981 - La mallette de Franz Kraus détenait des informations capitales. Perseus a fait transiter une bombe nucléaire vers Berlin-Est. En déchiffrant des données cryptées dans les documents, l'équipe parvient à découvrir les coordonnées d'un complexe militaire en Ukraine. Adler envoie alors Woods et Bell enquêter sur ce qu'il se passe à l'intérieur. Le complexe cache en réalité un terrain d'entraînement des Spetsnaz ayant l'apparence d'une ville américaine. Après s'être infiltré dans le centre de commandement, Woods et Bell apprennent que Perseus a infiltré un programme nucléaire de la CIA nommé "Opération Greenlight", qui est sous la supervision d'Hudson. Woods comprend que la bombe nucléaire volée est américaine et veut en savoir plus. Après la mission, Adler, Woods et Mason rejoignent Hudson qui leur explique ce qu'est l'Opération Greenlight. En 1958, la course aux armements battait son plein. Le président Eisenhower pensait que si l'URSS envahissait l'Europe, l'OTAN n'aurait aucun moyen de riposter. Il décide alors de placer des bombes nucléaires sous toutes les grandes villes d'Europe, dans le but de les faire sauter en cas d'invasion pour empêcher les russes de s'emparer du continent. Mais Perseus a découvert le programme et dérobé la bombe cachée sous Berlin-Ouest. Si elle venait à exploser, le monde entier désignerait les États-Unis comme coupables. Le véritable but d'Adler et son équipe est d'empêcher que ça se produise.

### Les échos d'une guerre froide
3 mars 1981 - Dans les infos récoltées dans le complexe ukrainien, l'équipe a noté le nom d'un site d'excavation dans l'Oural, au Mont Iamantaou. Au même endroit se trouvent les ruines d'une base d'opérations du major-général soviétique Nikita Dragovich, prise d'assaut par Weaver et Hudson dans le premier Black Ops. Grâce à Dimitri Belikov, leur taupe au KGB qui les prévient qu'il s'agit d'une opération active, ils en déduisent que Perseus veut dérober l'ordinateur central, dans lequel se trouvent sûrement des informations exploitables de l'époque de Dragovich. Adler envoie Woods et Mason récupérer l'ordinateur avant Perseus, ce qu'ils parviennent à faire.

### Opération Chaos (mission secondaire)
Robert Aldrich est un ancien agent de la CIA qui est désormais loyal à Perseus. Il essaie de construire un réseau d'agents sympathisant à sa cause sur le sol américain, et les protagonistes tentent de l'en empêcher. Bien qu'ils pourraient l'éliminer rapidement, ils doivent d'abord déchiffrer les données d'une disquette grâce à 3 indices récoltables lors des missions précédentes. Sans ça, le tuer ne mettrait pas fin à son réseau d'espions pour autant.
7 mars 1981 - Sims envoie Mason et Woods à la frontière entre le Colorado et le Nouveau-Mexique. Après une bataille contre les hommes d'Aldrich autour d'une station-service, Mason et Woods le traquent jusqu'à un motel adjacent où ils l'exécutent, puis confirment sa mort en photographiant son corps avant de s'exfiltrer.

### Mesures désespérées
7 mars 1981 - Après analyse de l'ordinateur du Mont Iamantaou, Emerson Black contacte Hudson et l'informe que celui-ci contenait la liste des agents dormants de Dragovich, toujours actifs malgré la mort du major-général en 1968. Perseus a accédé à l'ordinateur avant sa récupération par Mason et Woods, et effacé la liste après son passage. Il n'existe plus qu'un endroit où l'équipe peut obtenir cette liste : la Loubianka, le siège du KGB à Moscou. Cette mission semble risquée mais l'équipe dispose d'un atout de taille en la personne de Dimitri Belikov. Leur agent infiltré au KGB s'avère être le chef de la sécurité de la Loubianka.
9 mars 1981 - Belikov reçoit un appel d'Adler qui l'informe de sa venue. Mais Belikov est demandé dans la salle de réunion. Le Secrétaire du Comité Central, Mikhaïl Gorbatchev, informe les participants qu'une taupe est au sein du KGB. Il ajoute que quelqu'un de la 1re Direction Générale supervisera l'enquête du Colonel Kravchenko : Imran Zakhaev. Ce dernier ajoute que le traître sera débusqué et sera puni. Sortant de la salle de réunion, Belikov doit dérober la carte magnétique du Général Charkov, le seul à la détenir depuis la connaissance d'un traître au sein du KGB. Cette carte est indispensable à Adler et Bell, venus au KGB par un tunnel secret, de rentrer dans le bunker où se trouve la liste des agents dormants de Dragovich. Après avoir dérobé par le meurtre ou la ruse (4 options sont disponibles pour le joueur), Belikov fait rentrer Adler et Bell qui se déguisent en officiers du KGB et prennent l'ascenseur pour aller au bunker. C'est là que Zakhaev rentre à son tour. Ce dernier ne les reconnait pas et leur pose des questions. Le joueur peut le duper (et ainsi débloquer l'un des 6 défis secrets de la Campagne) ou l'assommer. Adler et Bell sont forcés de sonner l'alarme pour atteindre la chambre forte du bunker, où ils copient les données qu'ils recherchaient sur une disquette. Ils s'échappent ensuite la Loubianka avec Belikov, qui s'est fait démasquer, en éliminant les soviétiques qui tentent de les arrêter.

### Opération Red Circus (mission secondaire)
Le major Vadim Rudnik est l'un des agents de Perseus et dirige un réseau d'espions en Europe via 3 subordonnés que le MI6 et la CIA ne sont pas parvenus à identifier. Bien qu'ils pourraient le capturer rapidement, l'identification des 3 agents travaillant pour Rudnik est indispensable pour faire tomber le réseau d'espions en Europe. Grâce à 3 indices à récolter lors des missions précédentes, le joueur peut identifier les espions de Rudnik, sans quoi l'arrestation de celui-ci ne mènerait à rien.
12 mars 1981 - Mason et Woods ont repéré Rudnik dans une base militaire d'Ouzbékistan. Après qu'un bombardement ait détruit la tour radio, les deux agents disposent d'environ 13 minutes pour éliminer Rudnik. Après avoir inspecté le parc automobile, la station radio ou le dépôt de carburant, Mason élimine Rudnik avant de confirmer son élimination.

### La ligne de vie
12 mars 1981 - Adler est parvenu à avoir la liste des agents dormants de Dragovich et un nom apparaît en lien avec l'Opération Greenlight : Théodore Hastings. Ingénieur nucléaire de Salt Lake City, cet agent dormant est celui qui soit le plus susceptible d'être activé par Perseus. Surveillé de près, les déplacements d'Hastings mène l'équipe à préparer une mission à Cuba, où Perseus a probablement déplacé la bombe volée.
13 mars 1981 - Adler, Park, Lazar, Bell, Mason et Woods se déploient à Cuba afin de trouver Hastings et sécuriser la bombe. L'équipe se sépare en deux et Bell, Park et Lazar analysent les images des caméras de surveillance. Au moment où ils ont un visuel sur la bombe nucléaire, ils voient un individu abattre tous les scientifiques travaillant dessus, y compris Hastings. Lazar, Park et Bell foncent vers la salle centrale et apprennent d'un Hastings mourant que Perseus est l'homme qui vient de leur tirer dessus. Les scientifiques ont réussi à faire reconfigurer les codes d'activation de l'ensemble des bombes de l'arsenal Greenlight, et Perseus a décidé de les éliminer, n'ayant plus besoin d'eux. Il peut désormais faire exploser toutes les bombes, tout en rejetant la faute sur la CIA. Allant ensuite sur le toit, Lazar, Park et Bell essuient les tirs de nombreux soldats cubains, attendant l'extraction en Skyhook. Un ennemi lance une roquette vers les 3 agents qui se retrouvent dispersés, 10 secondes avant l'extraction. Bell se retrouve alors avec le choix de sauver Lazar ou Park, condamnant l'autre à une mort certaine des mains des soldats cubains. Bell peut également choisir de ne sauver aucun agent, entrainant leur mort à tous les deux.

### Introspection
Une heure plus tard, Hudson fait son rapport à Black, qui compte sur Adler pour apprendre quelque chose sur Perseus en se servant de Bell.
14 mars 1981 - De retour à la planque de Berlin-Ouest, Adler prépare un brancard pour Bell, qui doit l'aider à arrêter Perseus avec informations que lui seul détient. Il lui fait une injection intracérébrale, qui replonge Bell dans ses souvenirs du Viêt Nam. Il entend aussi la voix de Perseus, qui lui dit de ne pas faire confiance à Adler. Se souvenant d'une bataille contre les vietnamiens, Bell doit se concentrer à trouver une porte rouge et ce qui se cache derrière. Selon Adler, il s'agit d'un bunker où il a rencontré Perseus. Mais chaque fois qu'il franchit la porte, Bell perd connaissance et revient au moment de la bataille. Chaque évanouissements modifie cette dernière, et provoque d'étranges phénomènes. Les vietnamiens finissent pas être remplacés par des clones d'Adler, dont la silhouette et le visage apparaissent partout dans l'environnement, avec du matériel de laboratoire. Adler s'énerve et crie à Bell d'ouvrir la porte en lui faisant d'autres injections, mais Bell se rend compte que quelque chose ne va pas. Dans son subconscient, Bell entend Adler et son équipe parler d'une programmation et des phrases-clés pour augmenter sa confiance en leur équipe. Après moult difficultés et tentatives de résistance (si le joueur le souhaite), Bell se souvient d'une réunion secrète avec Perseus à laquelle étaient présents Anton Volkov, Arash Kadivar, Vadim Rudnik et Robert Aldrich. Perseus leur apprend que l'URSS est en train de perdre la Guerre froide et qu'ils doivent s'emparer de l'arsenal Greenlight pour assurer la survie de leur nation. Une fois qu'ils auront le contrôle total sur les bombes, ils les feront sauter depuis leur base à Solovetsky.
Bell se rappelle alors qu'il était l'un des agents de Perseus. En fait, il était l'un des passagers de la voiture d'Arash à l'aéroport de Trabzon. Son camarade lui a tiré dessus, jaloux de l'estime que lui portait Perseus, mais il a miraculeusement survécu. Adler l'a récupéré, soigné puis interrogé, sans succès. Il a donc décidé de se servir du programme de contrôle mental de la CIA, MK-Ultra. Il consiste à briser la volonté du sujet et effacer sa conscience. Ils se sont servis des souvenirs d'Adler au Viêt Nam afin d'accéder aux souvenirs enfouis de Bell. Reprenant connaissance, Bell apprend la vérité de la part d'Adler, qui reconnait qu'il lui a fait un lavage de cerveau mais dans l'unique but de savoir où se trouve Perseus, chose que seul le protagoniste sait. Dès lors, un choix s'impose au joueur : la vérité ou le mensonge.

### Compte à rebours
15 mars 1981 - Bell révèle la vérité à Adler. Perseus compte faire exploser les bombes depuis sa base, à Solovetsky. L'invasion à grande échelle des îles Solovki est lancée. Une bombe IEM coupe la transmission des tours radio pour les empêcher d'envoyer le moindre signal, notamment vers les bombes Greenlight. Le but d'Adler et son équipe est de détruire les canons antiaériens pour que les avions américains puissent bombarder la base. Le combat est long et donne des difficultés aux agents. Ils parviennent à détruire la plupart des canons mais il leur reste une minute avant la réactivation des tours radio, et le déclenchement des bombes nucléaires, pour détruire le dernier canon. Bell redouble d'efforts et peut même utiliser un minigun M-134 pour y parvenir. Il réussit finalement à détruire le dernier canon et le bombardement détruit la totalité des tours radio, empêchant les bombes d'exploser et le plan de Perseus de fonctionner.
Black prévient Reagan que l'opération est un succès mais que Perseus est toujours actif. De plus, les dirigeants russes sont dans la confusion totale vis-à-vis de l'attaque des îles Solovki, ce qui indique que Perseus est un agent dissident de l'URSS. Adler, quant à lui, retire Bell des décombres et le félicite pour cette grande victoire. Ensuite, selon les choix du joueur, les protagonistes tirent plus ou moins de succès dans leur opération contre Perseus. Cela concerne Qasim Javadi et Anton Volkov que l'on peut tuer ou non durant la campagne, accordant à la CIA et au MI6 un réseau au Moyen-Orient et à Berlin-Est. Réussir les Opérations Chaos et Red Circus permet de porter un coup plus important aux activités de Perseus, ou dans le cas contraire, permet à Perseus de porter un coup énorme aux activités américaines. Si elle survit à Cuba, Park retourne à Londres où le MI6 lui confie une équipe pour continuer de traquer Perseus. Adler et Bell ont une dernière discussion au sommet d'une falaise dans le cercle de l'Arctique. Adler lui dit que Bell a fait deux sacrifices, dont le deuxième a permis de porter un énorme coup aux activités de Perseus. Il ajoute qu'il doit faire un troisième sacrifice et les deux hommes dégainent leur arme et se tirent dessus. Le sort de Bell demeure incertain, mais le mode multijoueur indique qu'Adler a survécu et est retourné à la CIA.

### Tout reviendra poussière (fin alternative)
15 mars 1981 - Bell choisit de mentir à Adler. Il lui dit que Perseus compte faire exploser les bombes depuis les antennes radio de Duga.
Avant de partir, Bell a la possibilité de prévenir Perseus qu'il amène Adler et son équipe à Duga et de le retrouver là-bas. Pour cela, il doit avoir découvert des éléments cachés dans la planque de Berlin-Ouest, qui permettent d'entrer dans un espace fermé par un grillage où est cachée une radio.
En arrivant sur place, Adler et son équipe remarquent que le lieu ne correspond pas à ce quoi ils s'attendaient. Ayant compris que Bell lui a menti, Adler s'apprête à l'abattre mais Bell réplique qu'il l'a sous-estimé et déclenche une embuscade. Un soldat soviétique lance un roquette et disperse l'équipe d'Adler. Bell se relève avec l'aide d'un soldat portant un masque à gaz et tue ses anciens alliés les uns après les autres, y compris Woods et Mason. Adler, gravement blessé au début de l'attaque, est parvenu à se réfugier dans un bâtiment. Il demande à Bell s'il peut lui allumer une dernière cigarette. Bell peut accepter ou le tuer directement. Dans le premier cas, Adler profite de cette occasion pour essayer de le poignarder. Il se fait finalement maîtriser et Bell lui plante son propre couteau dans le cœur. Le soldat masqué montre alors son visage, révélant qu'il s'agit de Perseus. Ce dernier explique au cadavre d'Adler que "Perseus" ne le désigne pas lui seul, mais toute une organisation. Il laisse à Bell l'honneur de donner l'ordre de détonation de toutes les bombes Greenlight, puis lui demander de le suivre car il leur reste beaucoup à faire.
Les bombes nucléaires ont explosé et les documents indiquant que les Américains sont responsables ont fuité avant même que les États-Unis puissent réagir. Le président Reagan et le vice-président Bush ont été mis à l'abri par précaution tandis que Black a ordonné à Hudson d'effacer toutes les preuves de leur implication et ce dernier s'est occupé de brûler personnellement la planque de Berlin-Ouest. Ensuite, selon les choix du joueur, Perseus tire plus ou moins de succès dans son opération contre l'Occident. Cela concerne Qasim Javadi et Anton Volkov que l'on peut tuer ou non durant la campagne, obligeant Perseus à les éliminer pour empêcher qu'ils dévoilent leurs secrets. Ne pas faire les Opérations Chaos et Red Circus permet de porter un coup plus important aux activités américaines, ou dans le cas contraire, permet aux États-Unis de porter un coup énorme aux activités de Perseus.
Une troisième fin est possible si Bell ne prévient pas les agents de Perseus après avoir menti à Adler. Bell accompagne les agents à Duga mais aucune embuscade ne s'est préparée. Adler, se rendant compte de la supercherie, abat Bell sans hésitation.

## Multijoueur
Le multijoueur propose de nouveaux modes de jeu, tout en ramenant les modes de jeu récurrents. Le jeu propose également un panel de cartes conséquent, qui s’adapte à une partie classique en 6 contre 6 mais également à des parties plus larges à 12 contre 12. Le multijoueur va jusqu’à proposer un mode de jeu pouvant inclure 40 joueurs, appelé "Équipe d’Assaut". À l’instar de Modern Warfare, le multijoueur suit un système saisonnier relié à Warzone. La trame narrative poursuit celle de la campagne, se passant entre 1983 et 1984. Adler doit s’occuper de la résurgence de Perseus ainsi que de ses agents, menés par un certain "Stitch".

### Synopsis

#### Introduction
9 novembre 1983 - Plus de 2 ans après la crise de l'Opération Greenlight, Perseus redevient une menace active. Il envoie ses agents au Mont Cheyenne, centre de lancement de têtes nucléaires, en plein exercice de l'Opération Able Archer. Censée n'être qu'une simulation de lancement, les agents de Perseus envahissent la base et déclenchent le lancement. Le missile qui se dirigeait vers l'URSS a été détruit en vol mais la guerre nucléaire a été évitée de peu.
Devant le constat que Perseus est de nouveau une menace, Hudson et Adler décident de relancer l'opération de traque de Perseus. Plusieurs missions sont lancées à différents points sur le globe, dans les lieux des multiples cartes multijoueur.

#### Saison 1
20 janvier 1984 - Vikhor Kuzmin, alias "Stitch", dirige une attaque de Perseus sur une base de la CIA à Berlin-Ouest et tuer tous les agents qui la gardait. Kuzmin était chargé de la production de Nova 6 sur l'île de la Renaissance pour Dragovich dans les années 1960. Il fut choisi personnellement par Kravchenko. Mais quand le 28 avril 1968 ("Opération Domino"), la CIA lance un assaut massif sur l'île, Kuzmin est capturé et torturé par Adler qui lui crève son œil gauche. Et bien qu'il ne lâcha aucune information à l'ennemi, Kravchenko l'envoya pourrir au goulag pour avoir perdu le contrôle de l'île de la Renaissance. Plusieurs années plus tard, il fut recruté par Perseus lui-même au sein de son organisation. Quand Adler, accompagné de Zeyna Ossou de la DGSE, arrive sur les lieux, ils remarquent une invitation de Stitch à l'ouverture du centre commercial "The Pines" dans le New-Jersey, le lendemain.
22 janvier 1984 - Adler arrive à The Pines accompagné de Woods, Zeyna et de Wyatt Jones, alias "Bulldozer" pour arrêter Stitch. Ils trouvent un grand stock de bombes Nova-6 prêtes à exploser mais il s'avère que les agents de l'OTAN sont tombés dans un piège. Stitch ordonne à ses hommes de tuer tout le monde, à l'exception d'Adler dont il se chargera lui-même. Adler est finalement capturé par Stitch qui va enfin se venger de celui qui lui a pris son œil.

#### Saison 2
19 avril 1984 - Woods, qui a survécu au guet-apens de Stitch à The Pines, a une piste pour retrouver Adler au Laos et a formé une équipe de sauvetage composée de Sims et Terrell Wolf pour le ramener. Après avoir aidé Karla Rivas à combattre les agents de Perseus sur place, menés par Kapano Vang, alias "Naga", ils foncent vers un village local où ils trouvent des caisses de Nova-6 et des appareils de torture, indiquant qu'Adler était surement là. Interrogeant les hommes de Naga de manière brutale, ils apprennent que Stitch l'a emmené à Verdansk. Hudson autorise l'opération de sauvetage et envoie Woods à Verdansk.

#### Saison 3
2 juin 1984 - Stitch envoie deux de ses subordonnés, Freya Helvig, alias "Wraith", et Roman Gray, alias "Knight", infiltrer une base du Mont Iamantaou pour récupérer les documents concernant le programme des nombres, mené par Dragovich dans les années 1960. Lorsque Wraith confirme qu'elle a le paquet, Stitch lui dit de terminer la mission et la base est détruite par une explosion nucléaire. De son côté, Stitch continue de torturer Adler à Verdansk.
10 juin 1984 - Woods localise finalement Adler à Verdansk et le sauve des agents de Perseus. Stitch, qui observe le sauvetage grâce aux images de la caméra d'un des agents décédés, n'est pas inquiet car il en a déjà fini avec Adler mais s'inquiète plutôt de l'interférence des satellites qui l'empêche de mener son plan à exécution. Knight propose à Stitch d'agir tant qu'ils ont l'avantage et Wraith ajoute qu'un agent de Perseus attend les ordres en Afrique du Sud.

#### Saison 4
26 juin 1984 - Un autre agent de Perseus, Owethu Mabuza, alias "Jackal", et ses hommes, attaquent une station d'observation des satellites en Afrique du Sud où ils prennent un technicien en otage. Jackal contacte Stitch, qui ordonne au technicien de faire quitter aux satellites leur orbite. Une fois la tâche accomplie, Jackal élimine tout de même le technicien.
L'un des sites de crash des satellites, dans un site de forage en Algérie, est investi par une équipe formée d'Adler, Woods, Park, Bulldozer et Jabari Salah pour sécuriser les données d'enregistrement du satellite. Mais Adler fait cavalier seul et sécurise les données, sans en informer son équipe ou ses supérieurs, leur faisant croire qu'elles ont été détruites dans le crash.
Maintenant que les satellites qui pouvaient empêcher le plan de Stitch de fonctionner sont détruits, Wraith donne les enregistrements des nombres (récupérés au Mont Iamantaou) à Kaori Tanaka, alias "Kitsune", une cyber-criminelle travaillant pour Perseus.

#### Saison 5
23 juillet 1984 - Kitsune et ses hommes infiltrent Échelon, une station d'écoute de l'OTAN de Berlin-Ouest, et la transformant en la station de diffusion des nombres de Dragovich. Une équipe d'opérateurs, menée par Woods et Colton Greenfield, alias "Stryker", arrive au moment de la diffusion qui se retourne contre Woods et Stryker, les obligeant à battre en retraite et permettant à Kitsune de s'échapper. Stitch, toujours à Verdansk, félicite Kitsune pour ce qu'elle vient d'accomplir.
Après les événements survenus à Échelon, Hudson rencontre Woods et le prévient que les données du satellite tombé en Algérie ont survécu au crash. Woods lui explique qu'Adler est arrivé en premier sur les lieux et que les agents de Perseus n'ont pas pu prendre les données. Hudson comprend alors qu'Adler est probablement compromis et ordonne sa capture. Il confie cette tâche à Woods et Mason.

#### Saison 6
30 juillet 1984 - Adler a été capturé et enfermé dans une salle d'interrogatoire de la NSA. Ses interrogateurs veulent savoir ce qu'il faisait à Verdansk. De son côté, Stitch a fait appel à Benito Ortega, alias "Fuze", pour désamorcer un système d'explosifs sous la ville de Verdansk, qu'Adler a mis en place.
2 août 1984 - Après plusieurs jours d'interrogatoire, Adler révèle qu'il a fait en sorte que l'opération de Stitch à Verdansk soit anéantie. Mason rentre dans la salle d'interrogatoire pour le soigner du lavage de cerveau causé par les nombres. De son côté, Fuze est incapable d'empêcher l'explosion qui provoque une réaction en chaîne et la ville de Verdansk s'écroule sur elle-même. Stitch se prépare alors à rencontrer Adler. Une fois les nombres sortis de la tête d'Adler, Mason le détache et partent avec Woods et Hudson traquer Stitch.
19 août 1984 - Adler, Hudson, Woods et Mason rejoignent Stitch dans une forêt aux alentours de Verdansk, devant une tombe. Mason laisse Adler s'en occuper personnellement. Essayant en vain de le manipuler une nouvelle fois grâce aux nombres, Stitch révèle à Adler qu'il accompli ce qu'il souhaitait bien avant que l'agent de la CIA se rebelle. Adler demande à Stitch où est Perseus. Stitch lui dit que Perseus n'est pas qu'un seul homme mais un idéal. Il révèle alors à Adler qu'il est Perseus depuis que le précédent (celui qu'on affronte dans la campagne) est mort d'un cancer en 1983. Ajoutant qu'il ne sera pas le dernier Perseus, Stitch demande à Adler de le tuer, ayant accompli ce qu'il voulait. Adler lui tire alors une balle dans la tête.
24 août 1984 - Sous les ruines de Verdansk est désormais visible un bunker allemand de la Seconde Guerre Mondiale. Adler, Hudson, Woods et Mason partent enquêter. Investissant les lieux, ils remarquent la présence d'un homme. Ce dernier se présente, c'est le Capitaine Carver Butcher du SOE, aujourd'hui à la retraite. Celui-ci leur explique qu'il est là pour traquer les derniers nazis, en commençant par Caldera, une île du Pacifique. Cette séquence sert d’introduction à la nouvelle saison de Warzone, reliée à l’opus suivant de la franchise : Call of Duty: Vanguard.

### Opérateurs
Les joueurs disposent de plusieurs personnages jouables, à travers deux factions - l'OTAN et le Pacte de Varsovie - avec un large choix de personnalisation. Certains personnages sont disponibles dès le début, d'autres peuvent être débloqués en accomplissant un défi et certains ne peuvent être obtenus qu'en achetant un pack de personnalisation dans la boutique du jeu.

## Zombies
Le mode zombie poursuit l'histoire des précédents opus où Samantha Maxis, maintenant sortie de l'Éther Noir avec Edward "Eddie" Richtofen, se retrouve confrontée à un nouveau monde maintenant débarrassé des zombies et des personnages qui ont marqué la Saga de l'Éther (Monty, Ultimis...). Mais en 1983, lorsque le Groupe Oméga, une organisation secrète au sein du KGB, va réactiver un cyclotron vieux de la Seconde Guerre Mondiale, de multiples brèches vont s'ouvrir entre ce monde et l'Éther Noir, ramenant de nouveau les zombies et d'autres créatures sur Terre. Maxis va alors aider Requiem, une organisation au sein de la CIA, à contrecarrer les projets d'Oméga et à fermer les zones de contagion.
À l'exception de Maxis et d'Eddie, qui sont les seuls à avoir survécu aux événements survenus dans Black Ops IIII, tous les personnages présents dans cette nouvelle saga, nommée Saga de l’Éther Noir, y apparaissent pour la première fois. Nous y retrouvons d'ailleurs des personnages emblématiques des campagnes des deux premiers Black Ops, tels que Grigori Weaver, Lev Kravchenko ou encore Raul Menendez (mentionné uniquement dans les renseignements). La lutte contre les zombies intervient d'ailleurs dans le contexte de la Guerre froide, après la mise en place de l'Initiative de défense stratégique par Ronald Reagan.
L'Éther Noir est aussi plus mis en avant dans cet opus. Dans Die Maschine ou Contagion, les joueurs sont téléportés dans l'Éther Noir, un monde où il y règne une nuit sans lune et avec une sensation de vide. Une nouvelle créature, l'Oublié, est en soif de pouvoir et veut conquérir la Terre, à l'instar de l'Homme de l'Ombre qui voulait conquérir Agartha dans Black Ops III. Sa quête va mener les protagonistes à l'affronter dans la dernière carte du jeu, Oublié.

### Synopsis

#### Introduction
Berlin-Est, 1983 - Maintenant adulte et travaillant pour le BND, Samantha Maxis marche sous une pluie battante dans les rues de Berlin-Est et entre dans une cabine téléphonique. Elle appelle Grigori Weaver, officier de la CIA, et lui demande de regarder la cassette qu'elle lui a envoyé. Des images d'archives de ce qui semble être des soldats russes explorant un complexe de recherche allemand abandonné de la Seconde Guerre mondiale. Les soldats tombent face à un cyclotron allumé et une activité suspecte d'énergie. La seconde suivante, les soldats se font massacrer par des zombies, y compris le caméraman, qui laisse la caméra tomber au sol. D'autres images d'archives de la semaine suivante montrent des dizaines de cadavres brûlés par l'équipe de nettoyage et un soldat décoré d'une médaille par un officier avant de rentrer dans le complexe, sans aucun retour possible. Quoi qu'il se passait dans ce complexe. les russes ont enterré l'endroit à la fin de la guerre. Selon Maxis, le Groupe Oméga, une équipe de recherche du KGB, a réactivé le cyclotron, responsable de l'apparition de zones de contagion, c'est-à-dire des zones où les zombies apparaissent. Weaver, inquiet de la situation de Maxis, lui conseille de se rendre à la CIA mais celle-ci refuse.

#### Die Maschine
Morasko, Pologne, le 13 novembre 1983 - En réaction des nombreuses zones de contagion apparues tout autour du monde, une force d’opérations classifiées nommée "Requiem" est créée. Une équipe d'opérateurs de Requiem, dirigée par Grigori Weaver et aidée par les renseignements de Samantha Maxis, est dépêchée à l’emplacement de la brèche qui est à l'origine de l'invasion des zombies afin de la fermer définitivement.
Aidés par Orlov, un ancien soldat du Groupe Oméga transformé en Mégaton, l'équipe d'intervention va détruire le cyclotron et fermer définitivement la brèche originelle, grâce au sacrifice ultime de leur nouvel allié. Malheureusement, la fermeture de cette brèche n’a pas freiner l’ouverture des autres brèches tout autour du globe et le travail de Requiem est loin d’être terminé.

#### Firebase Z
Vallée d'A Shau, Viêt Nam, 15 juin 1984 - Après la destruction du cyclotron en Pologne, Maxis agit maintenant dans la clandestinité mais continue d’enquêter sur les activités du groupe Oméga. Elle voyage jusqu’à l’un de leurs avant-postes de recherche situé au Viêt Nam mais elle est capturée et jetée dans l’Éther Noir. Une équipe d’opérateurs de Requiem est envoyée sur place pour la secourir. Ils seront notamment aidés par le capitaine Sergei Ravenov, la taupe de Maxis au sein d’Oméga. L’équipe est également confrontée au docteur William Peck, un scientifique américain loyal à Oméga.
Après avoir appris le sort de Maxis, l’équipe de Requiem ouvre un portail vers l’Éther Noir afin que Maxis puisse s’en échapper. Après avoir vaincu un Orda, un zombie d’une taille gigantesque, l’équipe parvient à s’enfuir avec Maxis tandis que Ravenov continue d’agir sous couverture au sein d’Oméga, ayant eu vent d’une opération dans l’Oural. Peck est quant à lui confronté au chef du Groupe Oméga, le colonel Lev Kravchenko, ainsi que son bras droit, le docteur Aleksandra Valentina. Le tenant pour responsable de la destruction de l’avant-poste ainsi que de la fuite de Maxis, Kravchenko crève l’œil droit de Peck.

#### Contagion
L'équipe d'intervention de Requiem doit participer à l'opération Frontière, loin derrière les lignes ennemies, afin de contenir les plus grandes brèches qui mènent à l'Éther Noir ainsi que les ennemis qui en sortent. Remplissant leurs objectifs en Oural, les hommes de Requiem vont devoir contenir la menace des zombies, tout en capturant des spécimens et en étudiant l’élément de l’Éther. En parallèle, Maxis est confinée sous quarantaine dû à son temps passé dans l’Éther Noir. En novembre 1984, Maxis contacte l’équipe d’intervention de Requiem afin qu’ils rencontrent Ravenov, en mission sur place. Celui-ci a découvert que Peck a utilisé des cristaux d’Éther afin de surcharger des ogives nucléaires, ce qui permettrait au Groupe Oméga de créer des zones de contagion où ils le souhaitent. Ne souhaitant que ni les États-Unis ni l’Union Soviétique n’ait accès à ces armes, Maxis ordonne à Ravenov et à l’équipe d’intervention de lancer les ogives dans l’océan Pacifique. Après avoir vaincu Légion, un zombie électrique géant, l’équipe d’intervention a réussi son objectif et Ravenov envoie les ogives dans l’océan.
Plus tard, Ravenov contacte Weaver via la radio secrète de Maxis et lui demande de secourir des scientifiques qui veulent quitter le Groupe Oméga. Bien qu’énervé d’apprendre que Maxis et Ravenov échangent en secret, il accepte d’aider les scientifiques et envoie l’équipe d’intervention. Sur place, les agents de Requiem apprennent que Ravenov a perdu contact avec les scientifiques et se dirigent vers un site de crash afin de les sauver. Mais ils tombent sur leurs cadavres, les scientifiques ayant été tués par le docteur Hugo Jäger. En réalité, Kravchenko s’est aperçue de la trahison de Ravenov et a profité du fait qu’un groupe de scientifiques voulaient quitter Oméga pour y inclure Jäger et attirer l’équipe d'intervention dans un piège. Les agents de Requiem tentent de s’enfuir mais leur hélicoptère est abattu et sont faits prisonniers par le groupe Oméga.
Au milieu des opérations dans l’Oural, Requiem et le Groupe Oméga tentent d’entrer en contact avec Kazimir Zykov, un ingénieur soviétique qui s’avère être celui qui a éteint le cyclotron en 1945 et qui est piégé dans l’Éther Noir depuis lors. Zykov, qui souhaite s’échapper de la dimension, prévient Requiem et Oméga d’une mystérieuse créature qui contrôle les zombies depuis l’Éther Noir. En parallèle, Aleksandra Valentina trahit le Groupe Oméga afin de poursuivre son propre agenda. En ouvrant une brèche vers l’Éther Noir, elle espère libérer son père qui communique avec elle depuis son enfance. Oméga comprend que Valentina est en réalité la fille d’Ulrich Vogel, le scientifique nazi qui a construit le cyclotron lors de la Seconde Guerre Mondiale.

#### Mauer der Toten
Berlin-Est, 2 février 1985 - Deux mois après la capture de l’équipe d’intervention, une zone de contagion s’ouvre à Berlin-Est, où Valentina y a été vue pour la dernière fois. Ayant appris la trahison de sa protégée, Kravchenko décide d’envoyer l’équipe d’intervention pour la stopper, tout en supervisant la mission. Après leur arrivée à Berlin, l’équipe d’intervention et Kravchenko sont surpris de voir la nouvelle apparence de Valentina, après sa mutation due à l’énergie de l’Éther Noir. Celle-ci est manipulée par l’Oublié, la créature mentionnée par Zykov, qui s’est servi de l’apparence de Vogel afin qu’elle fasse tout ce qu’il souhaitait. L’équipe d’intervention entre dans une planque de la CIA et réactive Klaus, un robot de combat équipé d’une intelligence artificielle et qui a été créé par le directeur de Requiem. Suivant les instructions d’Oméga, l’équipe construit une ogive d’inversion à l’aide des composants laissés par la CIA. Valentina tente de les arrêter mais est vaincue et son énergie sert à alimenter l’ogive que Klaus emmène dans le portail qu’avait ouvert Valentina afin de le fermer définitivement. Avant la fermeture du portail, l’Oublié menace Requiem de son arrivée imminente sur Terre. Kravchenko tente ensuite de tuer l’équipe d’intervention mais Maxis, se servant de ses pouvoirs acquéris dans l’Éther Noir, ouvre une brèche qui leur permet de s’enfuir. Ayant observé Maxis avec une caméra de surveillance, le directeur de Requiem envoie un mémo à un destinataire inconnu, s’inquiétant que les pouvoirs grandissants de Maxis puissent mettre en péril un certain Projet Janus.
Après ces évènements, l’opération Frontière s’étend maintenant dans le désert algérien et dans l’Atlantique Nord. Le directeur de Requiem profite de cette période pour tester Maxis, la forçant à se servir de ses pouvoirs. En parallèle, le Groupe Oméga a l’intention de libérer Zykov de l’Éther Noir, autorisant une nouvelle opération afin de vaincre l’Oublié une fois pour toutes.

#### Oublié
Site Test Anna, Ukraine, 4 juin 1985 - Après avoir été prévenus par Ravenov que le Groupe Oméga avait l’intention de libérer Zykov afin de vaincre l’Oublié, Requiem envoie l’équipe d’intervention afin de le leur subtiliser. Les agents rejoignent le site de test, devancés par Kravchenko et Peck qui supervisent l’ouverture du portail. Ceux-ci parviennent à libérer Zykov de l’Éther Noir mais ils découvrent que celui-ci est en réalité l’Oublié depuis le début. Tandis que Kravchenko et Peck tentent de s’enfuir du site, Maxis et l’équipe d’intervention décident d’affronter l’Oublié. Finalement, Maxis se sacrifice en plongeant dans un portail menant à l’Éther Noir, ce qui affaiblit assez l’Oublié afin qu’il puisse être scellé dans une chambre de confinement.
Maintenant que l’Oublié est vaincu, toutes les zones de contagion autour du monde se ferment progressivement et la menace des zombies est contenue. Le directeur de Requiem, qui s’avère être Edward "Eddie" Richtofen, ordonne la fermeture de Requiem et l’arrestation de l’équipe d’intervention ainsi que des chefs de département, dont Weaver, tandis que la chambre de confinement dans laquelle est scellé l’Oublié est transportée dans un lieu secret. Cinq ans plus tard, Peck voyage au Japon et affrète un bateau au milieu de l’océan Pacifique, proclamant qu’il cherche de vieux amis.

## Développement

### Production
La production du jeu nécessite un budget de plus de 700 millions de dollars, ce qui en fait l'un des jeux vidéo les plus chers jamais développés.
Le 18 mai 2019, Kotaku a rapporté que le jeu était en plein bouleversement alors que les développeurs de Sledgehammer Games et Raven Software avaient des tensions croissantes entre les studios. Deux sources ont décrit le jeu comme un "désordre". En réponse, Activision a chargé Treyarch de diriger le développement aux côtés de Raven. Cela a conduit à une période de développement plus courte par rapport aux entrées précédentes ainsi que les deux studios ayant des responsabilités différentes, Raven Software menant le développement de la campagne solo.
Le 4 août 2020, Activision a confirmé qu'un nouveau titre Call of Duty devait sortir en 2020 et que Treyarch et Raven développaient le jeu. Ce sera le premier jeu Call of Duty depuis Modern Warfare 3 à être co-développé par deux studios, ainsi que la première fois que Raven Software est le développeur principal, comme dans les jeux précédents, ils ont aidé sur le multijoueur et des fonctionnalités supplémentaires. Le président d'Activision, Rob Kostich, a confirmé lors de l'appel aux résultats du T2 que Black Ops Cold War serait "étroitement lié" à Call of Duty: Modern Warfare (2019) et Call of Duty: Warzone.

### Distribution
- Chris Payne Gilbert (VF : Xavier Fagnon) : Alex Mason
- Piotr Michael (VF : Bruno Magne) : Jason Hudson
- Damon Victor Allen (VF : Antoine Nouel) : Frank Woods
- Andrew Divoff (VF : Xavier Fagnon) : Lev Kravchenko
- Dan Donohue (VF : Martial le Minoux) : Imran Zakhaev
- Bruce Thomas (VF : Frédéric Souterelle) : Russell Adler
- Lily Cowles : Helen Park
- Damon Dayoub : Eleazar "Lazar" Azoulay
- Reggie Watkins : Lawrence Sims
- William Salyers : Perseus
- Jeff Bergman : Le président Ronald Reagan

### Commercialisation
Les annonces et le marketing relatifs à un jeu de la franchise Call of Duty ont toujours eu lieu en avril ou mai avant la sortie automnale du jeu,. Cependant, Activision a commencé à teaser le jeu avec un jeu de réalité alternative (ARG) en août 2020. À partir du 14 août 2020, le jeu a été commercialisé, en incitant les fans à résoudre des chiffres et des énigmes sur pawntakespawn.com. Le site Web permettait aux fans de regarder des cassettes VHS contenant des segments d'actualités et des séquences concernant les années correspondantes tout au long de la guerre froide.
Le 19 août 2020, la bande-annonce a été révélée. La bande-annonce contient des segments d'une interview de 1984 avec Yuri Bezmenov, ancien journaliste soviétique, discutant des mesures actives, tirées d'une interview de 1984 avec le théoricien du complot G. Edward Griffin. La révélation mondiale a eu lieu le 26 août 2020,.
La révélation officielle du mode Zombies a eu lieu le 30 septembre 2020.
À la suite d'un partenariat avec Sony, Call of Duty: Black Ops Cold War propose du contenu exclusif réservé aux joueurs sur consoles PlayStation.

### Controverses
CBR.com a rapporté que la bande-annonce avait été interdite en Chine en raison de la représentation d'une seconde des manifestations de 1989 sur la place Tiananmen,. Un teaser édité a été publié dans le monde entier à la place,. Andy Chalk de PC Gamer a écrit : « Il n'y a pas non plus d'ironie de la censure active dans une bande-annonce promotionnelle pour un jeu dont le slogan est, littéralement, "Connaissez votre histoire" ».

### Mises à jour
La première "grosse mise à jour" a lieu le 16 décembre 2020. Trois prestiges sont ajoutés au multijoueur et de nouvelles armes font leur apparition. De nouvelles cartes multijoueur font leur apparition, dont Fireteam et Raid de Black Ops II qui fait son grand retour, ainsi qu'un nouveau mode de jeu à 6 contre 6, et des nouveaux modes en Zombies.
Le mode Warzone est aussi ajouté au jeu, accompagné d'une nouvelle carte inédite, ainsi que d’un nouveau mode. Trente nouvelles armes issues de Cold War sont également ajoutées au mode de jeu, qui revoit aussi en profondeur l’expérience des joueurs au sein du Goulag.

## Accueil

### Ventes
Lancé en novembre 2020, le jeu permet à Activision d’augmenter ses revenus nets de 80% sur la licence culte, en engrangeant plus de 3 milliards de dollars sur les 12 derniers mois (sur l’ensemble des titres de la licence).[réf. nécessaire]
En janvier 2025, près de quatre ans après sa sortie, le jeu cumule 30 millions d'exemplaires vendus.